# Isabelle Bogelot
Isabelle Bogelot (11 de Maio de 1838, Paris - 14 de junho de 1923, Boulogne-Billancourt) foi uma filantropa e feminista francesa.

## Biografia
Nascida Isabelle Amélie Cottiaux, Isabelle Bogelot era filha de Antoine André Cottiaux, comerciante de algodão parisiense, e Marie Anne Thérèse Cottiaux, natural de Cambrai. Órfã em tenra idade (seu pai morreu quando ela tinha 2 anos de idade e a sua mãe dois anos depois), foi adotada pela família de Maria Deraismes e sua irmã Anna Féresse-Deraismes.
A 7 de Maio de 1864, casou-se com Gustave Bogelot, advogado no Tribunal de Apelação de Paris, conhecido por ter publicado várias obras onde criticava o estado das prisões francesas e apelava por uma urgente reforma do sistema prisional. O casal teve pelo menos dois filhos. Inseparáveis, o casal colaborou profissionalmente e academicamente em vários projetos e atividades de filantropia, sendo o seu marido, anos mais tarde, nomeado secretário da Société Générale des Prisons (Sociedade Geral das Prisões), vice-presidente da Comissão do Hospício de Boulogne-sur-Seine, membro do conselho de diretores do Oeuvre des Libérées de Saint-Lazare (Obra dos Libertos de Saint-Lazare) e o principal orador desse mesma organização em diversos congressos. Segundo Isabelle Bogelot, o casal tomava todas as decisões em conjunto.
Apesar de ter tido contato com a causa feminista e a luta pelas reformas sociais ainda na residência das irmãs Deraismes, Isabelle Bogelot considerava que a sua "revelação filantropa" apenas ocorrera em 1876, quando o seu marido lhe apresentou um boletim sobre a Oeuvre des Libérées de Saint-Lazare, uma sociedade que apoiava mulheres e crianças libertas após cumprirem penas na prisão de Saint-Lazare. Sentindo que aquela era também a sua missão, entregou-se à causa, procurando apoiar as mulheres libertas, sobretudo as acusadas de prostituição, na busca e obtenção de uma formação ou educação, assim assegurando a sua reabilitação e independência financeira.
Aderiu ainda a várias obras de caridade, onde conheceu e colaborou com Émilie de Morsier, Sarah Monod, Caroline de Barrau, Josephine Butler e Avril de Sainte-Croix em várias ações, como nas campanhas contra a prostituição regulada pelo estado, e participou na Exposição Universal de Chicago (1893), onde contribuiu na Exposição Feminina, no Congresso da Federação Abolicionista Internacional na Basileia (1884), no Congresso Internacional Penitenciário em Roma (1885) e no Congresso de Washington (1888), também referido como Congresso das Sufragistas Americanas, tornando-se membro fundador da International Council of Women (Conselho Internacional de Mulheres). Fruto desse último evento, em 1889, Isabelle Bogelot criou o Congrès de Oeuvres et Instituitions Féminines (Congresso de Obras e Instituições Femininas) em Paris, tendo ainda sido uma das principais impulsionadoras do Conseil National des Femmes Françaises (Conselho Nacional das Mulheres Francesas). Devido ao seu trabalho, foi nomeada presidente honorária da organização feminista em 1901 a 1906.
Durante a Guerra Franco-Prussiana, focando-se no auxílio dos militares feridos e mutilados, dedicou-se à criação de hospitais de campanha e, em 1886, obteve um segundo prémio pela obtenção de um diploma de enfermagem, seguindo-se, em 1887, outro de acção paramédica, sendo ambos os programas desenvolvidos pela Union des Femmes de France. Durante o mesmo período, fundou, juntamente com Maria Martin e Émilie de Morsier, a Ligue Féminine pour la Paix et l'Union des Peuples (Liga Feminina pela Paz e a União dos Povos).
Em 1887, foi nomeada diretora geral do Oeuvre des Libérées de Saint-Lazare, tendo a obra de caridade obtido o grau de organização de interesse público em 1885. Devido à sua ação filantropa e benemérita, conseguiu recolher donativos e financiamento para construir vários abrigos temporários para as mulheres e crianças que saiam das prisões e não tinham residência fixa, tendo sido condecorada pelos seus feitos pela Ordem Nacional da Legião de Honra.
Em 1907 foi convidada a integrar como membro o Conseil Supérieur d'Assistance et d'Hygiène Publique (Conselho Superior de Assistência e de Higiene Pública), tornando-se na primeira mulher a aderir ao conselho.
Faleceu a 14 de junho de 1923, em Boulogne-Billancourt.

## Distinções
A 1 de janeiro de 1889, recebeu a Ordre des Palmes académiques (Ordem das Palmas Académicas) pela criação de abrigos temporários. 
Anos mais tarde, a 2 de Maio de 1894, foi condecorada com o título de Chevalier da Legião de Honra.